# DDG
Дерріл Двейн Гранберрі-молодший (англ. Darryl Dwayne Granberry Jr.; нар. 10 жовтня 1997, Понтіак, Мічиган, США), професійно відомий як DDG, — американський ютубер і репер. Він почав знімати відео в 2014 році, розширюючи свій контент відеоблогами на YouTube після закінчення середньої школи в 2015 році та ненадовго відвідував Центральний Мічиганський університет. Протягом року він кинув коледж, щоб зосередитися на кар'єрі на YouTube.
У 2018 році Гранберрі підписав контракт з Epic Records і через два роки, разом із менеджерами Еріком О'Коннором і Дімітрі Хертом, заснував власну компанію — «Zooted Music». Його сингл 2020 року «Moonwalking in Calabasas» (ремікс за участю Blueface) увійшов до Billboard Hot 100 і отримав подвійний платиновий сертифікат від Американської асоціації компаній звукозапису (RIAA).
Ґренберрі дебютував у боксі проти Нейта Ваятта в червні 2021 року на заході «YouTubers vs. TikTokers», де він переміг Ваятта одноголосним рішенням суддів.

## Раннє життя
Дарріл Двейн Ґренберрі-молодший народився в Понтіаку, штат Мічиган. Він навчався в Міжнародній технічній академії, де був валідикторіанцем класу. Після закінчення середньої школи він вступив до Центрального Мічиганського університету, але кинув навчання, стверджуючи, що заробляє 30 000 доларів на місяць, будучи ютубером. Після того, як він кинув навчання в Центральному Мічигані, він переїхав до Голлівуду, штат Каліфорнія, щоб працювати артистом на повний робочий день.

## Кар'єра
DDG цікавився музикою в юному віці. Він створював музику в дитинстві в студії, де його батько був звукорежисером. Його рання музика включала дис трек на Lil Yachty, який називався «Big Boat». У 2016 році DDG випустив дві пісні під назвою «Balenciagas» і «Free Parties», обидві спродюсовані Zaytoven. Він також об'єднався з Famous Dex для пісні під назвою «Lettuce». Трек спочатку був опублікований на YouTube-каналі DDG і отримав 500 000 переглядів за одну годину, що змусило WorldstarHipHop зв'язатися з DDG, щоб дозволити їм ексклюзивно випустити відео. 23 листопада 2017 року DDG випустив сингл «Givenchy» зі свого дебютного міні-альбому «Take Me Serious». Він отримав понад 25 мільйонів переглядів на YouTube. Complex ідентифікував «Givenchy» як пісню «Bout to Blow in 2018». 17 березня 2018 року DDG випустив «Take Me Serious». Після випуску «Lettuce» з ним зв'язалися великі звукозаписні компанії, і в червні 2018 року він підписав контракт із Epic Records.
1 червня 2018 року DDG випустив сингл «Arguments», який 15 квітня 2020 року був сертифікований RIAA як золотий. 22 березня 2019 року він випустив свій другий міні-альбом «Sorry 4 the Hold Up». Він випустив музичний кліп на пісню «Hold Up» з міні-альбому за участю Квін Найджа, який набрав понад 15 мільйонів переглядів на YouTube. 20 вересня 2019 року він випустив «Push», — перший сингл зі свого дебютного альбому «Valedictorian». DDG випустив сам альбом 1 листопада 2019 року.
24 липня 2020 року він випустив свій сингл «Moonwalking in Calabasas», який пізніше отримав два ремікси: перший із Blueface, а другий — із YG. Він став першою піснею DDG, яка увійшла до Billboard Hot 100, досягнувши 82 місця. 3 червня 2021 року пісня стала платиновою. 26 лютого 2021 року DDG і продюсер звукозапису OG Parker випустили сингл «Money Long» за участю 42 Dugg. 19 березня 2021 року DDG випустив спільний мікстейп з OG Parker — «Die 4 Respect». Він досяг 61 місця в Billboard 200. 16 червня 2021 року фанати проголосували за нього і репер потрапив на десяте місце в списку «Freshman List 2021» від XXL.
18 лютого 2022 року DDG випустив сингл «Elon Musk», у якому також взяв участь американський репер Gunna. Згідно з інтерв'ю Complex Music, сингл став натяком на захоплення DDG мультимільярдером і підприємцем Маском, а також їхні подібні інтереси щодо космічних подорожей. За даними «Forbes», DDG був першим репером, який зняв музичне відео з навчанням NASA у невагомості, імітуючи космічну місію.
30 вересня 2022 року він випустив другий студійний альбом «It's Not Me It's You», до якого долучалися Gunna, NLE Choppa, Polo G, Кевін Гейтс і Babyface Ray.
У 2022 році було оголошено, що DDG потрапив до списку Forbes 2023 року «30 до 30-ти» в категорії «музика».

## Особисте життя
У 2014 році 21-річний брат DDG, Даріон Брекенрідж, був застрелений у своїй машині; вбивці так і не були спіймані. Чотири роки потому, в інтерв'ю 2018 року на YouTube-каналі DJ Vlad, DDG сказав, що знає, хто вбив його брата. Вбивство його брата спонукало DDG відмовитися від «вуличного життя» та зайнятися більш творчою діяльністю.
З 2020 по 2021 рік DDG зустрічався з реперкою та інтернет-зіркою Рубі Роуз.
У 2022 році DDG і співачка Голлі Бейлі підтвердили, що перебувають у стосунках. У 2024 році пара оголосила про народження сина, який народився 22 грудня 2023 року. 3 жовтня 2024 року DDG оголосив, що вони з Бейлі розлучилися після майже трьох років стосунків, але продовжуватимуть виховувати сина разом.

## Дискографія

### Студійні альбоми
| Назва                | Деталі альбому                                                                       | Пікові позиції в чартах |
| Назва                | Деталі альбому                                                                       | US                      |
| -------------------- | ------------------------------------------------------------------------------------ | ----------------------- |
| Valedictorian        | - Випущений: 1 листопада 2019 - Лейбл: Epic - Формат: цифрове завантаження, стримінг | —                       |
| It's Not Me It's You | - Випущений: 30 вересня 2022 - Лейбл: Epic - Формат: цифрове завантаження, стримінг  | 133                     |
| Maybe It's Me…       | - Випущений: 14 липня 2023 - Лейбл: Epic - Формат: цифрове завантаження, стримінг    | —                       |

### Мікстейпи
| Назва                               | Деталі мікстейпу                                                                    | Пікові позиції в чартах | Пікові позиції в чартах |
| Назва                               | Деталі мікстейпу                                                                    | US                      | US R&B/HH               |
| ----------------------------------- | ----------------------------------------------------------------------------------- | ----------------------- | ----------------------- |
| Die 4 Respect (Hosted by OG Parker) | - Випущений: 19 березня 2021 - Лейбл: Epic - Формат: цифрове завантаження, стримінг | 61                      | 34                      |

### Мініальбоми
| Назва               | Деталі                                                                                              |
| ------------------- | --------------------------------------------------------------------------------------------------- |
| Take Me Serious     | - Випущений: 17 березня 2018 - Лейбл: самостійно випущений - Формат: цифрове завантаження, стримінг |
| Sorry 4 the Hold Up | - Випущений: 22 березня 2019 - Лейбл: Epic - Формат: цифрове завантаження, стримінг                 |
| Handling Business   | - Випущений: 13 грудня 2024 - Лейбл: Epic - Формат: цифрове завантаження, стримінг                  |

### Сингли

#### Як головний артист
| Назва                                                         | Рік  | Пікові позиції в чартах | Пікові позиції в чартах | Пікові позиції в чартах | Пікові позиції в чартах | Сертифікації                        | Альбом(-и)                          |
| Назва                                                         | Рік  | US                      | US R&B /HH              | CAN                     | WW                      | Сертифікації                        | Альбом(-и)                          |
| ------------------------------------------------------------- | ---- | ----------------------- | ----------------------- | ----------------------- | ----------------------- | ----------------------------------- | ----------------------------------- |
| «Balenciagas»                                                 | 2016 | —                       | —                       | —                       | —                       |                                     | Сингли поза альбомом                |
| «Free Parties»                                                | 2016 | —                       | —                       | —                       | —                       |                                     | Сингли поза альбомом                |
| «The Reals»                                                   | 2017 | —                       | —                       | —                       | —                       |                                     | Сингли поза альбомом                |
| «No Pockets»                                                  | 2017 | —                       | —                       | —                       | —                       |                                     | Сингли поза альбомом                |
| «Lettuce» (за участі Famous Dex)                              | 2017 | —                       | —                       | —                       | —                       |                                     | Сингли поза альбомом                |
| «Take Me Serious»                                             | 2017 | —                       | —                       | —                       | —                       |                                     | Take Me Serious                     |
| «Givenchy»                                                    | 2017 | —                       | —                       | —                       | —                       |                                     | Take Me Serious                     |
| «Hood Santa»                                                  | 2017 | —                       | —                       | —                       | —                       |                                     | Сингли поза альбомом                |
| «On My Own»                                                   | 2018 | —                       | —                       | —                       | —                       |                                     | Сингли поза альбомом                |
| «Bank»                                                        | 2018 | —                       | —                       | —                       | —                       |                                     | Take Me Serious                     |
| «Arguments»                                                   | 2018 | —                       | —                       | —                       | —                       | - RIAA: Золотий                     | Valedictorian                       |
| «No Label»                                                    | 2018 | —                       | —                       | —                       | —                       |                                     | Сингли поза альбомом                |
| «Young, Rich & Black»                                         | 2018 | —                       | —                       | —                       | —                       |                                     | Сингли поза альбомом                |
| «Run It Up» (за участі YBN Nahmir, G Herbo і Blac Youngsta)   | 2018 | —                       | —                       | —                       | —                       |                                     | Sorry 4 the Hold Up і Valedictorian |
| «Accountant»                                                  | 2018 | —                       | —                       | —                       | —                       |                                     | Сингл без альбому                   |
| «Hold Up» (за участі Квін Найджа)                             | 2019 | —                       | —                       | —                       | —                       |                                     | Sorry 4 the Hold Up і Valedictorian |
| «13»                                                          | 2019 | —                       | —                       | —                       | —                       |                                     | Сингл без альбому                   |
| «Push»                                                        | 2019 | —                       | —                       | —                       | —                       |                                     | Valedictorian                       |
| «Red Light!» (з DC the Don і Almighty Jay)                    | 2020 | —                       | —                       | —                       | —                       |                                     | Come as You Are                     |
| «Cotton Mouth»                                                | 2020 | —                       | —                       | —                       | —                       |                                     | Сингли поза альбомом                |
| «Escape»                                                      | 2020 | —                       | —                       | —                       | —                       |                                     | Сингли поза альбомом                |
| «Toxic»                                                       | 2020 | —                       | —                       | —                       | —                       |                                     | Сингли поза альбомом                |
| «Pull Up» (з Sad Frosty)                                      | 2020 | —                       | —                       | —                       | —                       |                                     | Happy Cult                          |
| «OD!»                                                         | 2020 | —                       | —                       | —                       | —                       |                                     | Сингли поза альбомом                |
| «New Celine» (з Paidway T.O)                                  | 2020 | —                       | —                       | —                       | —                       |                                     | Сингли поза альбомом                |
| «Exotics»                                                     | 2020 | —                       | —                       | —                       | —                       |                                     | Сингли поза альбомом                |
| «Case»                                                        | 2020 | —                       | —                       | —                       | —                       |                                     | Сингли поза альбомом                |
| «She Cheated»                                                 | 2020 | —                       | —                       | —                       | —                       |                                     | Сингли поза альбомом                |
| «Well Off»                                                    | 2020 | —                       | —                       | —                       | —                       |                                     | Сингли поза альбомом                |
| «Moonwalking in Calabasas» (соло чи за участі Blueface чи YG) | 2020 | 81                      | 26                      | 72                      | 185                     | - RIAA: 2× Платиновий - MC: Золотий | Die 4 Respect                       |
| «Tony Montana» (з DJ K.i.D)                                   | 2020 | —                       | —                       | —                       | —                       |                                     | Сингл без альбому                   |
| «Money Long» (з OG Parker за участі 42 Dugg)                  | 2021 | —                       | —                       | —                       | —                       |                                     | Die 4 Respect                       |
| «Rule #1» (з OG Parker за участі Lil Yachty)                  | 2021 | —                       | —                       | —                       | —                       |                                     | Die 4 Respect                       |
| «No Kizzy» (з Paidway T.O)                                    | 2021 | —                       | —                       | —                       | —                       |                                     | Сингли поза альбомом                |
| «Lusted»                                                      | 2021 | —                       | —                       | —                       | —                       |                                     | Сингли поза альбомом                |
| «If I Go Broke»                                               | 2021 | —                       | —                       | —                       | —                       |                                     | Сингли поза альбомом                |
| «Rucci»                                                       | 2021 | —                       | —                       | —                       | —                       |                                     | Сингли поза альбомом                |
| «Elon Musk» (за участі Gunna)                                 | 2022 | —                       | 48                      | —                       | —                       |                                     | It's Not Me It's You                |
| «Meat This» (з Blueface)                                      | 2022 | —                       | —                       | —                       | —                       |                                     | Сингл без альбому                   |
| «Storyteller»                                                 | 2022 | —                       | —                       | —                       | —                       |                                     | It's Not Me It's You                |
| «Stay In My Circle»                                           | 2022 | —                       | —                       | —                       | —                       |                                     | It's Not Me It's You                |
| «Rodeo»                                                       | 2022 | —                       | —                       | —                       | —                       |                                     | Сингл без альбому                   |
| «If I Want You»                                               | 2022 | —                       | —                       | —                       | —                       |                                     | It's Not Me It's You                |
| «9 Lives» (за участі Polo G і NLE Choppa)                     | 2022 | —                       | 50                      | —                       | —                       |                                     | It's Not Me It's You                |
| «I'm Geekin» (соло чи за участі Luh Tyler)                    | 2023 | —                       | 33                      | —                       | —                       | - RIAA: Золотий                     | Maybe It's Me…                      |
| «Pink Dreads» (з Plaqueboymax)                                | 2024 | —                       | 46                      | —                       | —                       |                                     | Сингли поза альбомом                |
| «The Method»                                                  | 2025 | —                       | —                       | —                       | —                       |                                     | Сингли поза альбомом                |
| «Motion» (з DaBaby)                                           | 2025 | —                       | —                       | —                       | —                       |                                     | В очікуванні                        |

#### Як запрошений артист
| Назва                                              | Рік  | Альбом            |
| -------------------------------------------------- | ---- | ----------------- |
| «Time Is Money» (Mystic, за участі DDG)            | 2017 | Non-album single  |
| «Ice Ice» (Blake, за участі DDG)                   | 2018 | Non-album single  |
| «Better Days» (Paidway T.O, за участі DDG)         | 2019 | Non-album single  |
| «Done wit It» (LV The Artist, за участі DDG)       | 2020 | Non-album single  |
| «Wraith» (Ron Suno, за участі DDG)                 | 2020 | Jokes Up          |
| «Why Would You Leave» (Paidway T.O, за участі DDG) | 2020 | Non-album single  |
| «On Your Mind» (Autumn Corin, за участі DDG)       | 2020 | Non-album single  |
| «Tony Montana» (DJ K.i.D, за участі DDG)           | 2020 | Non-album single  |
| «BGC» (Blueface, за участі DDG)                    | 2021 | Non-album single  |
| «Get Money» (Melvoni, за участі DDG і Tyla Yaweh)  | 2021 | Return to Sender  |
| «Simon Says» (Baby Rich, за участі DDG)            | 2021 | Non-album single  |
| «Choosy» (Almighty Jay, за участі DDG)             | 2021 | Almighty: The EP  |
| «Zack & Cody» (2KBABY, за участі DDG)              | 2021 | First Quarter     |
| «Rich as Us» (Taliban Glizzy, за участі DDG)       | 2021 | Non-album singles |
| «Worth It» (Traetwothree, за участі DDG)           | 2021 | Non-album singles |
| «Trap Santa» (Nakkia Gold, за участі DDG)          |      | Non-album singles |

### Інші сертифіковані пісні
| Назва                                                    | Рік  | Сертифікації    | Альбом(-и)    |
| -------------------------------------------------------- | ---- | --------------- | ------------- |
| «Hood Melody» (з OG Parker і YoungBoy Never Broke Again) | 2021 | - RIAA: Золотий | Die 4 Respect |

### Гостьові появи
| Назва                            | Рік  | Інший виконавець           | Album                                    |
| -------------------------------- | ---- | -------------------------- | ---------------------------------------- |
| «Brinks Truck»                   | 2019 | B.Lou                      | XX Mixtape Vol.1 — Breaking the Internet |
| «2 Girlfriends»                  | 2019 | Baby Rich                  | XX Mixtape Vol.1 — Breaking the Internet |
| «Watch This»                     | 2019 | B.Lou                      | BOW                                      |
| «She Ain't Me»                   | 2020 | Ceraadi                    | #GRWM                                    |
| «Honey Pack (Remix)»             | 2021 | Bfb Da Packman, Lil Yachty | Fat Niggas Need Love Too                 |
| «Yellow Tape»                    | 2021 | D3szn                      | 4Hunnid Presents: Gang Affiliated        |
| «Astronaut in the Ocean (Remix)» | 2021 | Masked Wolf, G-Eazy        | Н/Д                                      |
| «Fr Fr»                          | 2021 | Deno                       | Boy Meets World                          |
| «No Favours»                     | 2021 | Lord Afrixana              | Godfather of Harlem: Season 2 Soundtrack |
| «Cabo (Remix)»                   | 2021 | Bankrol Hayden, Ka$hdami   | Н/Д                                      |
| «Beethoven (Remix)»              | 2021 | Kenndog                    | Н/Д                                      |

## Телебачення
| Рік  | Назва     | Роль    | Нотатки        | Прим.  |
| ---- | --------- | ------- | -------------- | ------ |
| 2025 | Всередині | Учасник | Фінал; 2 сезон | [ 38 ] |

## Статистика боїв
Шаблон:Boxing record summary
| № | Результат | Рахунок | Опонент    | Тип | Раунд, час | Дата           | Місце                                         | Примітки |
| - | --------- | ------- | ---------- | --- | ---------- | -------------- | --------------------------------------------- | -------- |
| 1 | Перемога  | 1–0     | Нейт Ваятт | UD  | 5          | 12 червня 2021 | Хард Рок Стедіум, Маямі-Гарденс, Флорида, США |          |